# Fernando de Liñán
Fernando de Liñán y Zofio (Madrid, 19 de abril de 1930-27 de abril de 2011) fue un político español, ministro de Información y Turismo durante los últimos años del franquismo.

## Biografía
Licenciado en Ciencias Exactas y en Ciencias Económicas. Trabajó como profesor en la Escuela Nacional de Administración Pública (1959) y en la secretaría general técnica de la Presidencia del Gobierno. Posteriormente, Liñán fue subsecretario general de la Comisaría del Plan de Desarrollo, y, en 1965, fue nombrado director general. Consejero nacional del Movimiento, fue nombrado procurador en las Cortes franquistas en 1970. Fue nombrado director general de Política Interior y Asistencia Social en 1969. En junio de 1973, Luis Carrero Blanco lo incorporó a su gabinete como ministro de Información y Turismo, aunque tenía pensado nombrarle ministro de la Gobernación. Fue cesado tras la muerte de Carrero Blanco y pasó a ocupar la presidencia de Aviaco.
Después pasó a ejercer su actividad en la empresa privada.
Fue nombrado miembro de la Orden del Santo Sepulcro de Jerusalén y había recibido la Cruz de Carlos III.